# خورخي هرنانديز
خورخي هرنانديز (بالإسبانية: Jorge Hernández)‏ هو دراج كولومبي، ولد في 6 سبتمبر 1948 في سانتا في دي أنتيوكيا في كولومبيا.

## وصلات خارجية
- خورخي هرنانديز على موقع أرشيف الدراجات (الإنجليزية)
- خورخي هرنانديز على موقع اللجنة الأولمبية الدولية (الإنجليزية)
- خورخي هرنانديز على موقع أوليمبيديا (الإنجليزية)